# Мир тибетского буддизма
«Мир тибетского буддизма. Обзор его философии и практики» (англ. The World of Tibetan Buddhism. An Overview of Its Philosophy and Practice) — книга Далай-ламы XIV о тибетском буддизме, составленная из его лекций, переводчиком которых был Геше Тхуптен Джинпа.

## Содержание книги
Книга составлена на основе лекций, прочитанных Далай-ламой XIV в Лондоне в 1988 году (переводчиком выступал Тхуптен Джинпа). Предисловие к книге написал Ричард Гир.
В книге даётся обзор тибетского буддизма, начиная от Четырех Благородных Истин и до продвинутых тантрийских практик Ваджраяны.
Книга состоит из трёх частей:
1. Общие основы буддизма (классификация колесниц, три поворота колеса Дхармы, «Четыре печати», учение Махаяны о пустоте и сострадании)
2. Альтруизм: мировоззрение и образ жизни
3. Ваджраяна Тибета (особенности и классификация тантр, посвящение, обязательства и обеты, тантрийская практика).

## Издания книги
На английском языке
- Tenzin Gyatso. The World of Tibetan Buddhism: An Overview of its Philosophy and Practice. — Massachusetts: Wisdom Publications, 1995. — ISBN 0861710975.

На русском языке
- Далай-Лама XIV. Мир тибетского буддизма. — СПб.: Нартанг, 1996. — 226 с.
- Далай-лама. Мир тибетского буддизма. Обзор его философии и практики. — Нартанг, 2002. — 230 с. — ISBN 5-901941-09-8.